# Филипо Бентивольо
Филипо Бнтивольо (на италиански: Filippo Bentivoglio, † 1723) е граф на Малалберго и маркиз на Кастел Векио.

## Произход
Той е син на Одисей Бентивольо и на Панина Малвеци.

## Биография
Придворен на великия херцог на Тоскана Козимо III де Медичи, той се влюбва в аристократката от Лука Мария Мадалена Трента, за която обещава да се ожени, но се оттегля от сватбата с оглед на по-изгоден брак с Камила Капрара, дъщеря на граф Карло Капрара, за която се жени през 1688 г. По случай посещение в Лука през 1691 г. от принца на Дания Фредерик IV Датски, бъдещият крал на Дания и Норвегия, гост в Палат „Пфанер“ в Лука, той танцува, наред с други с Мадалена Трента – факт, който поразява романистите, винаги интересуващи се от романтични истории. 
През 1699 г. Филипо приема Мария Казимира Луиза де ла Гранж д'Аркен, вдовица на краля на Полша Ян III Собиески, в големия семеен дворец в Болоня, която не успява да избере най-големия си син Якуб Людвик Собиески на полския трон и се оттегля в Рим с децата си. Филипо, който ухажва овдовялата кралица, също се премества там, но се сблъсква със сина ѝ Константин Ладислав по улиците на града. Става свидетел на дуел между джентълмени и за това е отлъчен и осъден. Намира убежище във Венеция.
През 1709 г. кралят на Дания се завръща във Флоренция и поисква да посети Мария Магдалена в строго затворения манастир. Той също моли суверена за милост за Филипо, осъден на смърт и изгнание. Той ходатайства пред папа Климент XI, за да постигне връщането на Филипо в родината му. 
През 1720 г. е избран за гонфалониер на правосъдието и умира през 1723 г.

## Брак и потомство
∞ 1688 за Камила Капрара, придворна дама на Мария Казимира Луиза де ла Гранж д'Аркиен, от която има две дъщери:
- Порция Бентивольо, ∞ за Маркантонио Калепио
- Лаура Бентивольо, учена, ∞ за Франческо Давия